# Otalež
Otalež – wieś w Słowenii, w gminie Cerkno. W 2018 roku liczyła 128 mieszkańców.